# Zapiski syna tego kraju
Zapiski syna tego kraju (ang. Notes of a Native Son) – zbiór esejów Jamesa Baldwina, który ukazał się po raz pierwszy w 1955 w Stanach Zjednoczonych. 
Zbiór zawiera zapiski autobiograficzne dotyczące m.in. dorastania w Harlemie, śmierci ojca w 1943, pobycie w Paryżu w 1949 oraz osobiste spostrzeżenia i refleksje na temat rasistowskich uprzedzeń ze względu na kolor skóry.

## Treść

### Część pierwsza
- Powieść protestu dla każdego
- Many Thousands Gone
- Carmen Jones. Ciemne jest dostatecznie jasne

### Część druga
- Getto w Harlemie
- Podróż do Atlanty
- Zapiski syna tego kraju

### Część trzecia
- Spotkanie nad Sekwaną. Czarny i brązowy stają twarzą w twarz
- Kwestia tożsamości
- Równy w Paryżu
- Obcy w wiosce